# Smrčina (Plesná)
Smrčina (németül: Ermesgrün) Plesná településrésze Csehországban a Karlovy Vary-i kerület Chebi járásában. Központi községétől 2 km-re északkeletre fekszik. A 2001-es népszámlálási adatok szerint 8 lakóháza és 3 lakosa van.